# Zoodes formosanus
Zoodes formosanus là một loài bọ cánh cứng trong họ Cerambycidae.